# Seceră

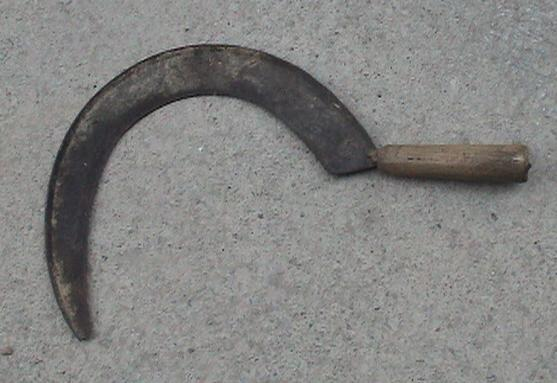
O seceră veche

Steaua roşie comunistă cu secera şi ciocanul.

O seceră este o unealtă agricolă cu lamă curbată, folosită de obicei pentru a reteza cereale sau a tăia iarbă pentru fân. Partea dinăuntrul lamei este ascuțită pentru a-i permite utilizatorului să secere plante luându-le în mână. A fost în general înlocuită cu coasa, dar rămâne în uz în situații când folosirea coasei este incomodă. 
Secera și ciocanul formează un simbol recunoscut al comunismului.
Cuvântul latinesc FALX, însemnând seceră, și-a schimbat sensul în limba română, rezultând în falce și desemnând o unitate de măsură folosită mai demult în agricultură pe teritoriul locuit de români.

## Legături externe
- fr Vallée des forges - musée de la faux et de la vie ouvrière